# Lobulogobius bentuviai
Lobulogobius bentuviai är en fiskart som beskrevs av Goren, 1984. Lobulogobius bentuviai ingår i släktet Lobulogobius och familjen smörbultsfiskar. Inga underarter finns listade i Catalogue of Life.